# Красноголовець березовий
Красноголовець березовий, красноголовець жовто-бурий (Leccinum versipelle син. Leccinum testaceoscabrum) — вид базидіомікотових грибів родини болетові (Boletaceae).

## Назва
Інші назви — підосиновик жовто-бурий, червоняк помаранчевий.

## Опис
Капелюшок діаметром 10-20 см (іноді до 30!). Забарвлення варіює від жовтувато-сірого до яскраво-червоного, форма спочатку куляста, не ширше ніжки, пізніше опукла, зрідка — плоска, суха, м'ясиста. На зламі спочатку буріє, потім набуває синяво-чорний колір. Особливого запаху і смаку не має.
Гіменофор трубчастий. Колір від білого до сіруватого, пори дрібні. Трубчастий шар легко відділяється від капелюшка.
Споровий порошок — жовто-бурий.
Ніжка завдовжки до 20 см, діаметром до 5 см, суцільна, циліндрична, потовщена до низу, біла, біля основи іноді зеленувата, глибоко йде в землю, вкрита поздовжніми волокнистими лусочками сіро-чорного кольору.

## Поширення
Росте з червня по жовтень в листяних, змішаних і соснових лісах, утворюючи мікоризу переважно з березою. В молодих лісах може зустрічатися в нечуваних кількостях, особливо на початку вересня.

## Практичне використання
Красноголовець жовто-бурий — їстівний шапковий гриб, який має досить високі смакові якості, належить до другої категорії їстівних грибів, хоча під час приготування дещо темніє. Його смажать, варять, маринують, солять та сушать.

## На марках
- Зображений на марках НДР у 1980 р.